# Erhard Jakobsen
Pour les articles homonymes, voir Jakobsen.
Erhard Villiam Jakobsen, né le 25 février 1917 à Grene (Danemark) et mort le 11 mars 2002, est un homme politique danois membre des Sociaux-démocrates puis des Démocrates du centre (CD), parti qu'il a fondé, ancien ministre et ancien député au Parlement (le Folketing).

## Biographie
Il est le père de la femme politique Mimi Jakobsen.